# Trochalus micans
Trochalus micans är en skalbaggsart som beskrevs av Frey 1974. Trochalus micans ingår i släktet Trochalus och familjen Melolonthidae. Inga underarter finns listade i Catalogue of Life.